# Воја Додевски
Воја Додевски (Куманово, 8. септембар 1958) српски је енигмата, енигматски уредник, уметник, новинар и фотограф. Један је од оснивача и члан председништва Енигматског клуба „Бранковина“ (касније преименован у ЕК „Ваљево“), као и члан председништва Енигматског савеза Србије (ЕСС).

## Биографија
Рођен је 8. септембра 1958. године у Куманову. Основну и средњу школу завршио је у Ваљеву, а вишу техничку у Чачку. Двадесет година радио је у Ваљевским фирмама „Елинд“ и „Крушик“, а од 1999. године је приватник. Енигматиком се бави од 1977. године.
Ожењен је и има сина Давора. Супруга Драгица такође се бави енигматиком (објавила је преко 1000 радова).

## Енигматика
Први енигматски рад (осмосмерка) објавио је 1977. године у „Вјесниковом квизу“. Саставља осмосмерке, ребусе, укрштене речи, анаграме, математичке проблеме и друго.
Добитник је више награда и диплома са такмичења у решавању загонетака и редован је учесник на сусретима енигмата. За 40 година енигматског стваралаштва Енигматски савез Србије му је доделио Плакету 2017. године.
Тренутно је члан председништва Енигматског клуба „Ваљево“, као и члан председништва Енигматског савеза Србије (ЕСС).

### Објављени радови
До сада је публиковао преко 10.000 радова, а објављивао их је у часописима: „Вјесников квиз“ (Загреб), издања „Чвора“ (Бјеловар), „Еурека“ (Горњи Милановац), „Новости енигма“ (Београд), „Хоризонти“ (Косово и Метохија), „Крижем - кражем“ (Словенија), „Орбис“ (Сарајево), „Зен“ (Зворник), као и у многим дневним и периодичним листовима са простора бивше Југославије, билтенима и издањима радних организација итд. Специјалност су му ребуси. Бавио се обликовањем сликовних ребуса и често су ребуси других аутора носили ознаку његове обраде. У бјеловарском „Чвору“ објавио је више чланака, као и карикатура на тему енигматике.
Користио је псеудониме: „Давор“, „Дадо“, „Ски-ја“, „Чика Воја Змај“.
Тренутно објављује радове у оквиру више српских енигматских и неенигматских листова:
- Енигма
- Разбибрига
- Енигматика
- Марбо
- Марбо плус
- Блиц (дневни лист)
- Српска економија (месечни магазин)
- Српски телеграф (дневни лист)
- Ало (дневни лист)
- Напред (седмични лист ваљевског краја)

### Уређивање
Деведесетих година је у Ваљеву издавао лист „Укрштене речи“, који од марта 2007. године поново излази као месечник и у коме је он уредник издања. Заједно са Јованом Недићем, 1987. године издао је најмању енигматску књигу у нашој земљи, „Мали енигматски егземпларник“, штампану у 111 примерака.

### Заступљеност у књигама
Као врхунски српски енигмата представљен је у књигама „Лексикон српских енигмата“ (Мирослав Лазаревић и Јован Вуковић, Београд, 2007), док су у књигама „Словни ребус енциклопедија“, два његова словна ребуса (бр. 24 и 1699) и у књизи „1600 идеја у словним ребусима“ ребуси бр. 373 и 523.

### Изабране загонетке
Палиндромни ребус Воје Додевског:
(„1600 идеја у словним ребусима“, pp. 63)
```
ЕЈ Н

Решење: Није онде јаз (заједно еј и н)
```